# Riekofen
Riekofen település Németországban, azon belül Bajorországban. Lakosainak száma 819 fő (2023. december 31.).

## Népesség
A település népessége az elmúlt években az alábbi módon változott:
| Lakosok száma | 868  | 424  | 767  | 775  | 763  | 784  | 795  | 787  | 806  | 819  |
|               | 1970 | 1975 | 2011 | 2012 | 2014 | 2015 | 2017 | 2019 | 2022 | 2023 |